# Olindo Guerrini
Olindo Guerrini, född 14 oktober 1845, död 1916, var en italiensk poet, även känd under pseudonymen Lorenzo Stecchetti.
Guerrini debuterade under sin pseudonym med Postuma (1877), där han framträdde som banerförare för realismen inom italiensk lyrik. Diktsamlingen, som utger sig för att vara en i tuberkulos avliden yngling efter lämnade verk, är intressant i sin egendomliga blandning av brutal verism och sentimental känslosamhet. Än mer realistisk lovsjungs sinnlig njutning i Polemica (1878), Nova Polemica (1878-79) och Sonetti romagnoli (1880). Som universitetslärare i Bologna verkade Guerrini även som litteraturhistoriker och utgivare av äldre texter.